# Coupe de Suisse de football 1942-1943
Navigation
Édition précédente Édition suivante
La Coupe de Suisse 1942-1943 est la dix-huitième édition de la Coupe de Suisse. Le Grasshopper Club Zurich remporte son dixième titre en battant en finale le FC Lugano.

## Compétition

### Quarts de finale
Les quarts de finale ont lieu le 28 février 1943.
| Équipe 1                | Résultat | Équipe 2             |
| ----------------------- | -------- | -------------------- |
| FC Bâle                 | 1 - 2    | FC Lugano            |
| Grasshopper Club Zurich | 1 - 0    | FC La Chaux-de-Fonds |
| Servette FC             | 1 - 0    | FC Granges           |
| BSC Young Boys          | 0 - 5    | FC Locarno           |

### Demi-finales
Les demi-finales ont lieu le 28 mars 1943.
| Équipe 1                | Résultat | Équipe 2    |
| ----------------------- | -------- | ----------- |
| Grasshopper Club Zurich | 4 - 1    | Servette FC |
| FC Lugano               | 7 - 0    | FC Locarno  |

### Finale
| 26 avril 1943 | Grasshopper Club Zurich | 2 - 1   | FC Lugano | Stade du Wankdorf, Berne |                      |
|               |                         | (1 - 1) |           | Spectateurs : 15 000     | Spectateurs : 15 000 |